# Rosebush
Rosebush – wieś w Stanach Zjednoczonych, w stanie Michigan, w hrabstwie Isabella.